# Da lacht Tirol
Da lacht Tirol ist eine deutsche Bergfilmkomödie von Lothar Brandler aus dem Jahr 1967.

## Handlung
In einem kleinen Bergdorf in Tirol herrscht Aufregung: Die Bergsteiger Margit Sollerer und Wolf Prätorius, die schon so manchen schweren Gipfel bezwungen haben, sind angereist, um den „Pfeiler“ zu besteigen. Der weist als besondere Schwierigkeit einen extremen Überhang auf, an dem sogar Hias Holleis’ Söhne Toni und Franz bisher stets gescheitert sind. Da Hias verhindern will, dass das Dorf ein Gespött in ganz Tirol wird, weil Fremde den einzigen unbezwungenen Gipfel im Wilden Kaiser besteigen konnten, lässt er beide Söhne erneut den Aufstieg wagen. Wieder scheitern sie am Überhang, der nur mithilfe von Bohrhaken zu bewältigen wäre.
Während Franz seine Freundin Gisela auf einen Alpenrundflug mit den Motorflugzeug Piper PA 28 CHEROKEE SIX mitnimmt und später mit ihr eine Schneebergsteigung unternimmt und Toni Touristen auf die Alm führt, versuchen Margit und Wolf den Pfeiler zu bezwingen. Dank Bohrhaken kommen sie weiter als Franz und Toni, doch schließlich stürzt Wolf am Überhang ab und hängt mit verletzter Hand im Seil. Franz und Toni werden als Bergretter alarmiert und kommen den beiden zu Hilfe. Zu viert bewältigen sie schließlich die letzten Meter zum Gipfel. Zurück im Dorf findet ihnen zu Ehren schließlich ein großes Volksfest statt.

## Produktion

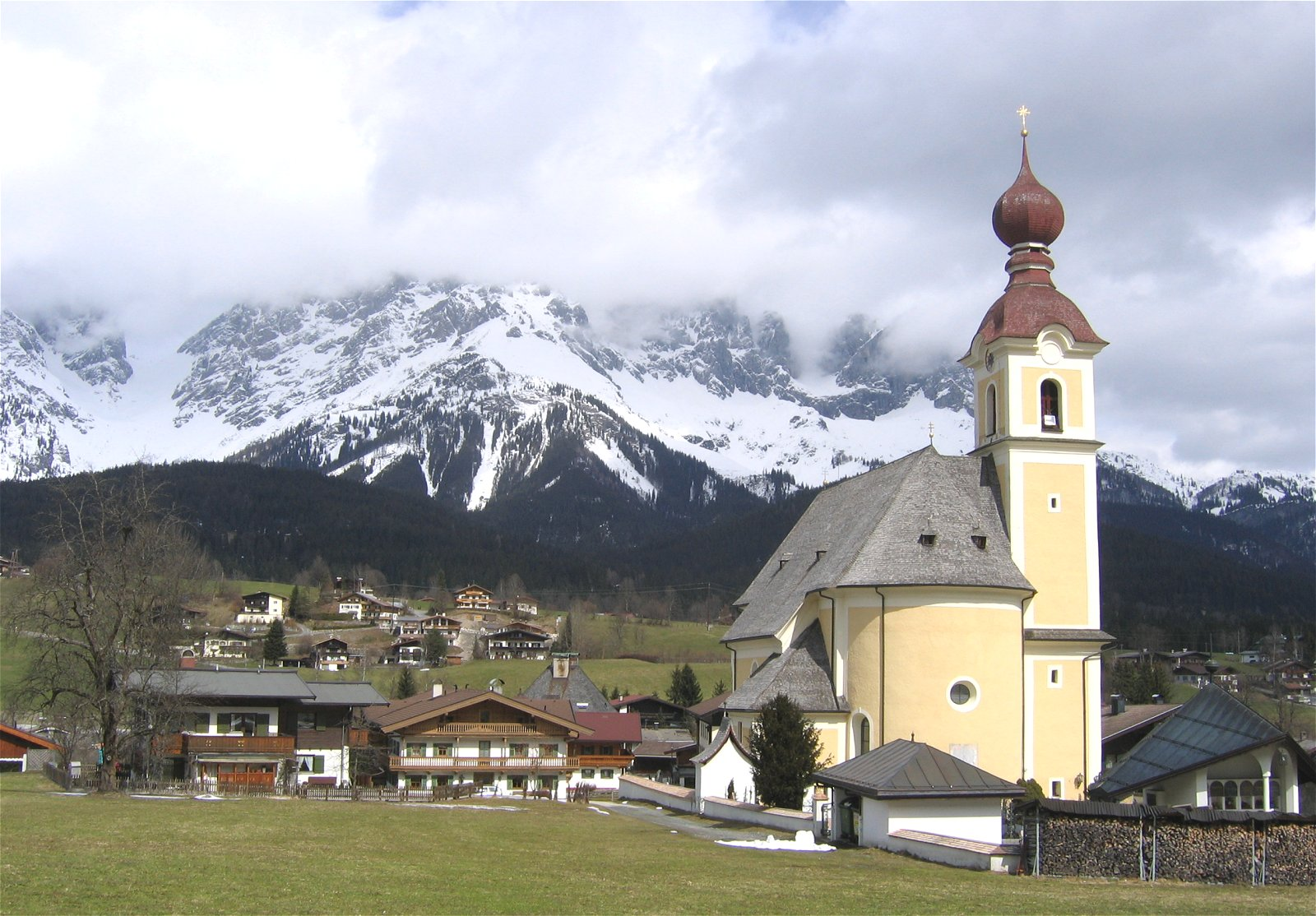
Going am Wilden Kaiser, ein Drehort des Films

Das Drehbuch von Da lacht Tirol basiert auf den Erzählungen Da lacht Tirol und Am Seil vom Stabeler Much von Karl Springenschmid. Der Film wurde in und um Going am Wilden Kaiser,Ellmau  und St. Johann in Tirol gedreht und kam am 1. Dezember 1967 in die Kinos. Spätere Verleihtitel des Films waren Entscheidung am wilden Kaiser und Ruf der Berge.
Die Hauptdarsteller des Films Hansjörg Hochfilzer und Franz Jäger waren professionelle Bergsteiger. Auch Regisseur Brandler zählte in den 1950er- und 1960er-Jahren zu „Europas besten Felskletterern“ und integrierte zahlreiche Bergaufnahmen in den Film. Über weite Strecken werden die Pfeiler-Aufstiege gezeigt, die durch kürzere Spielfilmszenen mit Beppo Brems Hias oder Sepp Rists Much unterbrochen werden. Teilweise wird der Film daher (fälschlicherweise) als Dokumentarfilm bezeichnet.
Im Film tritt die Musikkapelle St. Johann in Tirol mit Andreas Wurzrainer, Konrad Kofler, Anton Pletzer und Peter Steger auf. Die Comictitel des Vorspanns zeichnete Barbara Bergold.

## Kritik
Das Lexikon des internationalen Films schrieb: „Die Besteigung einer Bergwand als alpenländische Touristenfolklore mit harmlos-naiven Späßen. Einzig die Landschaftsaufnahmen haben ihren Reiz.“
Für Cinema war der Film eine „angeheiterte Alpenfolklore ohne Anspruch“.
Der Evangelische Film-Beobachter zog folgendes Fazit: „Die Rahmenhandlung läßt den gut fotografierten Kletterpartien den Vorrang. Ab 10 Jahren gut geeignet.“